# Герб
Герб (пол. herb від нім. Erbe — спадщина) — емблема, усталений відповідно до законів геральдики відмітний символічний знак (зображення), що належить державі, території, населеному пункту, роду або окремій особі.
Герб зображають на прапорах, хоругвах, монетах, печатках, документах тощо.
Вивченням гербів і їх історії займається геральдика. Упорядкованою збіркою гербів є Гербовник. Усний або письмовий опис герба називають блазоном.

## Історія

Герб короля Річарда І

Прототипи гербів беруть початок із давніх часів, коли люди на скелях, стінах печер робили різні символічні зображення сонця, води, вогню тощо. Так, символом шумерських держав був орел із левиною головою, Афін — сова, Стародавнього Риму — орел.
Власне герби виникли в добу хрестових походів і набули подальшого вдосконалення з розвитком феодального устрою. Найраніше свідчення герба — емалевий малюнок з могили Жоффруа Плантагенета, графа Анжйського і Менського у Франції, що зображає самого Жоффруа з гербовим щитом, де на блакитному полі зображено ймовірно чотирьох золотих левів на дибах (точну кількість левів було важко визначити через положення, в якому намальований щит). Граф був зятем Генріха I, короля Англії, що правив в 1100—1135 роках, який, згідно з хронікою, і подарував йому цей герб.
Одним із перших англійських королів, що мали особистий герб, був Річард I Левове Серце. Його три золоті леопарди (леви) в геральдиці використовували всі королівські династії Англії.
Спочатку герб давав змогу закутим у броню лицарям під час бою пізнавати один одного. Пізніше гербами стали користуватися й у мирні часи та передавали їх нащадкам як ознаку роду, не обов'язково аристократичного.

## Структура герба та його головних елементів
Оскільки герби досягли найбільшого розквіту у середньовіччі, у період хрестових походів та лицарських турнірів, класичний герб є тісно пов'язаний з обладунком лицаря і більшість його елементів мають назви, запозичені з лицарського побуту. До них належать щит, шолом, нашоломник або клейнод, намет і девіз. Іншими елементами, не так пов'язаними з лицарським побутом, є корона, щитотримачі та мантія.

### Щит

Поділ щита: 1 — розтин; 2 — перетин; 3 — скіс праворуч; 4 четвертний (розтин і перетин) щит; 5 — четвертний скошений (скошений з двох сторін) щит; 6 — клиноподібний щит (поєднання чотирьох основних ділень); 7 — щит напівперетятий і розтятий; 8 — розділений вилоподібно (напівскошений праворуч і зліва і напіврозтятий); 9 — розтятий і в першій частині скошений справа; 10 — розтятий костильними зубцями; 11 — полум'єподібно скошений; 12 — слимакоподібно перетятий.
Головні геральдичні фігури: 13 — глава; 14 — край; 15 — завершена глава (поєднання глави зі зменшеним розділом — вершиною); 16 — закінчена глава (поєднання глави зі зменшеним краєм — підніжжям); 17 — балка; 18 — стовп; 19 — перев'яз лівий; 20 — кроква або шеврон; 21 — костиль (поєднання глави та стовпа); 22 — хрест геральдичний (поєднання стовпа і балки); 23 — хрест Андріївський (поєднання двох перев'язів); 24 — хрест вилоподібний (поєднання двох півперев'язів і стовпа).
Другорядні геральдичні фігури: 25 — облямівка зовнішня; 26 — облямівка внутрішня; 27 — квадрат; 28 — шаховий щит (покритий квадратами); 29 — вільна права частина; 30 — клин лівий; 31 — вістря; 32 — щит, розділений вістрями; 33 — щит, покритий рядами вістрів; 34 — три бруски; 35 — стінний щит зі швом (покритий брусками); 36 — три ґонти; 37 — ромб; 38 — веретено; 39 — щит, розділений веретенами в пояс; 40 — турнірний комір; 41 — коло; 42 — щиток.
Негеральдичні гербові фігури: 43 — лев; 44 — леопард; 45 — лілія геральдична; 46 — лілія натуральна; 47 — одноріг; 48 — фенікс.

Детальніші відомості в статті: Геральдичний щит
Головною частиною герба є щит. Повторюючи собою обриси бойового щита, геральдичний щит змінював свою форму разом зі зміною тактики бою. В XI столітті, щоб повністю захистити постать воїна від атаки противника, бойові щити робили майже в ріст людини, тому і геральдичні щити того часу були вузькі і довгі, причому, вони звужувалися донизу в гострий кут. З часом лицарі почали послуговуватися коротшими і ширшими щитами, відповідно змінилася і форма щитів геральдичних. В епоху розквіту Середньовіччя, коли турніри стають для лицарського стану важливою частиною життя, і для турнірів, навіть, створюється окремий лицарський обладунок, геральдичний щит став декоративнішим, втративши при цьому простоту і строгість.
За період існування геральдичного щита, його форма постійно змінювалась, вона була трикутною, овальною, майже прямокутною і такою, що імітувала кінську збрую. Врешті класичним у геральдиці стає так званий готичний щит, який може бути зображений за допомогою прямокутника і двох дуг, що перетинаються внизу. Він легкий для виконання і зручний для розміщення на ньому геральдичних фігур.

#### Геральдичні (гербові) фігури
Детальніші відомості в статті: Геральдичні фігури
Поле щита як правило поділяється на частини. Чотири основні поділи (розтин, перетин, скіс праворуч і скіс ліворуч) можуть поєднуватися найрізноманітнішими способами. З виокремленням менших частин поля утворюються головні (почесні) та другорядні геральдичні фігури:
- почесних геральдичних фігур є вісім: глава, край, балка, стовп, перев'яз, кроква (шеврон), костиль і хрест;
- другорядних геральдичних фігур понад трьохсот, з них найчастіше зустрічаються дванадцять: облямування (зовнішнє та внутрішнє), квадрат, вільна частина, клин, вістря, брусок, цегла або ґонта, ромб, веретено, турнірний комір, коло (монета), щиток (серце щита).

На щиті зображають також негеральдичні гербові фігури, умовно розділені на три групи: природні, штучні та фантастичні.
Нерідко гербова фіґура містить натяк на прізвище власника або назву його маєтку — так звані називні (номінальні) герби.

#### Геральдичні кольори
Детальніші відомості в статті: Геральдичні кольори
Зображення на полі щита наносяться кольорами. Геральдичні кольори розділяються на метали, хутра і емалі (фініфті або тинктури). У геральдиці використовується сім кольорів: два метали і пʼять емалей.
Спочатку було тільки чотири кольори — червоний, синій, чорний і білий, але потім з'явилися додаткові кольори: зелений, жовтий і пурпуровий. Жовтий і білий, спочатку незалежні від золота і срібла кольори, пізніше стали замінювати ці два метали, і як самостійні вже не використовувалися. Первинні геральдичні кольори мали символічне значення:
- золото — король металів, символізує знатність, могутність і багатство, а також чесноти: силу, вірність, чистоту, справедливість, милосердя і упокорювання;
- срібло — символізує благородство, відвертість, а також чистоту, невинність і правдивість;
- синій — символізує великодушність, чесність, вірність і бездоганність, або просто небо;
- червоний — символізує хоробрість, мужність, любов, а також кров, пролиту в боротьбі;
- зелений — символізує надію, достаток, свободу і радість, але може і просто означати луг трав;
- чорний — символ обережності, мудрості, постійності у випробуваннях, а також печалі і трауру, смутку;
- пурпур — символізує благочестя, помірність, щедрість і верховне панування.

З XVII століття в геральдиці приймаються умовні графічні позначення кольорів штрихуванням, а також правило, згідно з яким метал на метал і емаль на емаль не накладаються.
Особливим типом геральдичних кольорів є хутра, зокрема горностаїв і вивірок.
Хутро, відповідно до середньовічних норм, могло використовуватися тільки королівськими і дворянськими родинами на знак їх винятковості і переваги.

### Корона

Герб Ліхтенштейну з короною прямо над щитом

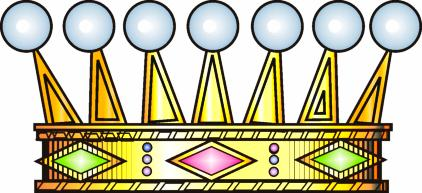
Баронська корона

Детальніші відомості в статті: Геральдичні корони
Корона поміщається на шолом або, як в державних гербах, прямо над щитом (наприклад, княжа корона в гербі Ліхтенштейну). Корона вказує на положення її власника в суспільній ієрархії та титул володаря герба.
Спочатку корони поміщали тільки на гербах суверенів. Як правило, корона на гербі монарха повторювала своїм виглядом оригінал. Інші шляхетські корони (Герцогські або князівські, графські, баронські і прості шляхетські), які з'явилися пізніше, в кожній європейській країні були однаковими в межах одного титулу, і мало відрізнялися одна від одної в різних країнах. Так:
- у Німеччині, геральдика якої справила значний вплив на центральноєвропейську геральдику, графська корона має дев'ять зубців з перлами на кінцях, баронська — сім, а проста шляхетська — п'ять;
- у Речі Посполитій шляхетська корона, покладена на шолом, символізує рівність шляхти, хоча деколи це правило порушувалось і використовувалися рангові, в основному німецькі, корони. Князівські герби з самого початку вінчалися червоними шапками, підбитими горностаєм.

У церковній ієрархії корони заміняли капелюхами з китицями, розміщеними на декоративно заплетених шнурках. Причому, кожний сан мав не тільки відповідний колір капелюха: червоний — у кардиналів, зелений у архиєпископів та єпископів, фіолетовий — у папських прелатів, але й усталену кількість китиць: у гербі архиєпископа, наприклад, зображали капелюх з десятьма китицями, а у гербі єпископа — з шістьма.
Стінні корони, складені з фортечних башт і мурів, поміщаються в міських гербах.
Звичай прикрашати шолом короною зʼявився у лицарів в XV столітті. Шоломи з коронами носили під час турнірів, особливо в Німеччині, де увінчаний короною шолом вважався ознакою дворянства. Використання корони для прикраси щита і як гербова фігура прийшло, ймовірно, від монет — при французькому королеві Філіпі VI почали карбувати монети, на зворотному боці яких зображалася корона. Тоді тільки королі поміщали корони в свої герби, але з розвитком феодалізму навіть найдрібніші феодали почали носити корони і прикрашати ними герби. Дуже часто корона не є знаком належності до королівської або княжої родини, а виконує чисто декоративну функцію. Ця геральдична корона, або діадема, поміщається на шолом як нашоломок, підтримує сам нашоломок замість бурлета, або разом з ним, розташовуючись зверху.

### Шолом
Детальніші відомості в статті: Геральдичний шолом
Важливою частиною герба є шолом, хоч і зʼявився він лише в XIV столітті. Шолом розміщується над щитом. В геральдичних системах Західної Європи існували різні типи шоломів, що залежали від титулу чи звання власника герба. Навіть положення шолома — пряме, повернуте вправо чи вліво — мало відповідати усталеним правилам.
- У гербі французьких королів шолом був золотим, розташовувався прямо і мав підняте забрало, бо його володар мусив все бачити і знати. На герцогських і князівських гербах шоломи були срібні з позолотою і розташовувалися також прямо. Маркізи також мали право на розміщений у фас шолом, але уже з чистого срібла. На графському гербі срібний шолом повертали на три четверті вправо. Нетитулована шляхта мала сталеві шоломи, цілком повернуті вправо. У бастардів на гербах шоломи були повернені вліво і мали опущене забрало.
- В англійській геральдиці золотий шолом з ґратчастим забралом, повернений прямо, був для гербів суверенів і принців королівської крові. Срібний шолом із золотим ґратчастим забралом, повернений геральдично праворуч, — для перів. Срібний шолом з піднятим забралом, повернений прямо, — для баронетів і лицарів. Срібний турнірний шолом, повернений геральдично праворуч, — для есквайрів і джентльменів.

### Нашоломники
Детальніші відомості в статті: Нашоломник
Шоломи прикрашалися нашоломниками або клейнодами. Крім чисто психологічного фактора (клейноди мали лякати коней противника), вони допомагали уникати трагічних помилок під час бою — дозволяли розпізнавати лицаря, обличчя якого було закрите забралом. Спочатку для клейнотів використовували пірʼя страусів чи павичів, роги звірів тощо. У XIII столітті були модні фіґури людей та тварин, виготовлені з легких матеріалів: шкіри, дерева, пергаменту. Та з часом, у зв'язку з незручністю таких нашоломників у бою, їх стали вживати тільки на турнірах, а ще пізніше — лише у гербах. Часто в клейнод переносилися головні фігури з герба. Так в клейноді герба Сас поміщено стрілу, Леліви — півмісяць та зірку тощо. Зустрічаються герби з декількома шоломами, що мають різні нашоломники.
Головні типи нашоломників такі:
- роги;
- крила;
- пірʼя і прапори;
- природні фігури (людини або тварин);
- штучні фігури;
- щитові дошки;
- головні убори.

Герб Сас
Леліва
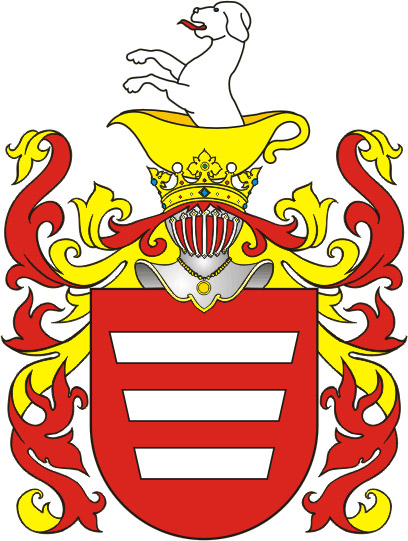
Герб Корчак
Герб Гриф
Герб Равич

### Намет

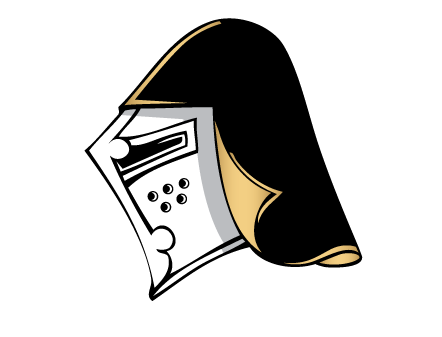
Мал. 1

Намет (ламбрекен) нагадує цілий або порваний плащ, що також є оздобою шолома, зображається у вигляді прикріпленої до шолома матерії. Виник з потреби охороняти голову лицаря від сонячного проміння та від дощу. Особливо актуальним це стало під час Хрестових походів, коли європейці зіткнулися з гарячим кліматом Святої Землі. Подерті в боях хустки та пелерини, що покривали голови визволителів Гробу Господнього, стали особливою гордістю лицарів, доказом відваги їхнього власника. З часом ці непоказні хустки на гербах змінилися разом із зміною смаків епохи.

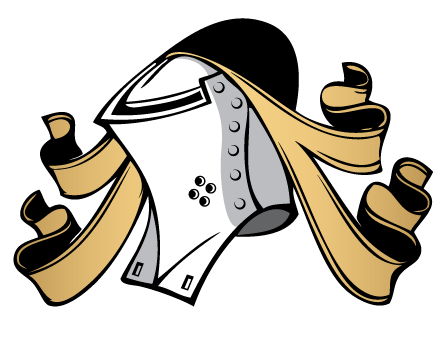
Мал. 2

Зовнішня і внутрішня поверхні намета повинні бути забарвлені змінно фініфтю і металом, причому в сучасній геральдиці прийнято офарблювати поверхню намета головним кольором щита, а виворіт (підбивку) — головним металом щита. Останнє правило вважається штучно привнесеним в геральдику в період, коли «жива геральдика» поступилася місцем «канцелярськійї» («паперовій»). Таким чином, принципи класичної геральдики порушуються, якщо:
- поверхня намета буде металевою, а підбивка — фініфтяним;
- забарвлення намета не відповідатиме забарвленню гербового щита.

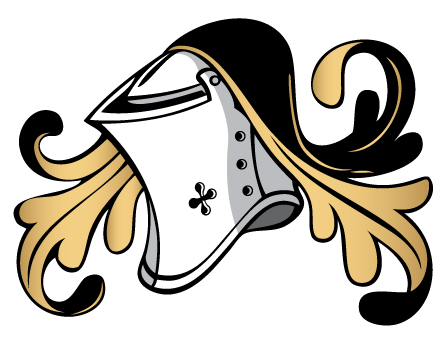
Мал. 3

Намет може бути розфарбований з використанням хутра. Іноді намет покривається щитовими фігурами, вишитими на його поверхні, а іноді поверхня намета усіюється дрібними негеральдичними фігурами, наприклад, липовим листям, зірками, серцями і тому подібним.
Якщо в гербі використовуються два, три і більше шоломів, у кожного з них повинен бути персональний намет. Намет може бути розфарбований не в два, а в чотири кольори (особливо, коли щит складений з двох гербів). В цьому випадку права сторона намета забарвлюється в кольори почеснішої частини
герба — правою, а ліва — в кольори лівої частини герба.

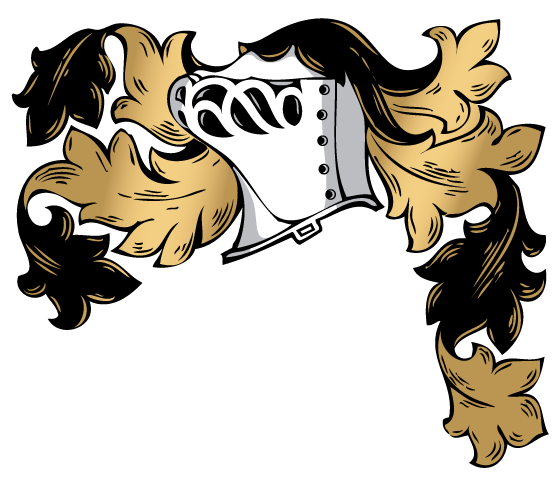
Мал. 4

Можна виділити три типи шоломового намету, кожний з яких відповідає певному періоду розвитку геральдики:
- цілий, з рівним або вирізаним краєм (XIV століття): малюнок 1;
- у вигляді вузьких довгих смуг матерії (XV століття): малюнок 2;
- у вигляді рослинного орнаменту (XVI століття): малюнок 3 (початок століття), малюнок 4 (кінець століття).

### Щитотримачі
Щитотримачами називаються фігури, що розташовані по сторонах щита і підтримують його. Вони поділяються на:
- тримачі — постаті лицарів, дикуни з дубинами, янголи;
- звірі — леви, орли, грифони, єдинороги, що ніби підтримують герб і виражають покору і вірність.

Щитотримачі можуть бути узяті не з класичної геральдики, а виступати самостійними символами чого-небудь. Наприклад, в безлічі державних гербів молодих країн Африки, Азії і Америки щитотримачами є найхарактерніші представники місцевої фауни — кенгуру, страус (Австралія), антилопи, тигри, зебри. Зокрема на великому гербі Кропивницького щитотримачами є лелеки.
Щитотримачі можуть уособлювати собою захисників, підвладних чи національність власника герба.

### Постамент
Постаментом називається платформа, на якій стоять щитотримачі і на якій розташовується весь герб в цілому. Це може бути горб або лужок, як на гербі Великої Британії, крижина, як на гербі Ісландії, різьблена плита, як на гербі Швеції, гори, як на гербі Малаві, або острів в морі, як на гербі Мальти. Постаментом може бути і химерно зігнута гілка, схожа на деталь чавунних ґрат, як на гербі князів Барклай-де-Толлі-Веймарн.
Постамент не є обов'язковим елементом герба, їм часто служить девізна стрічка. Щитотримачі завжди повинні стояти на постаменті, якої б форми він не був. Винятком є тільки щитотримачі, ширяючі в повітрі, тобто янголи, що летять.

Герб Великої Британії
Герб Ісландії
Герб Швеції

### Мантія

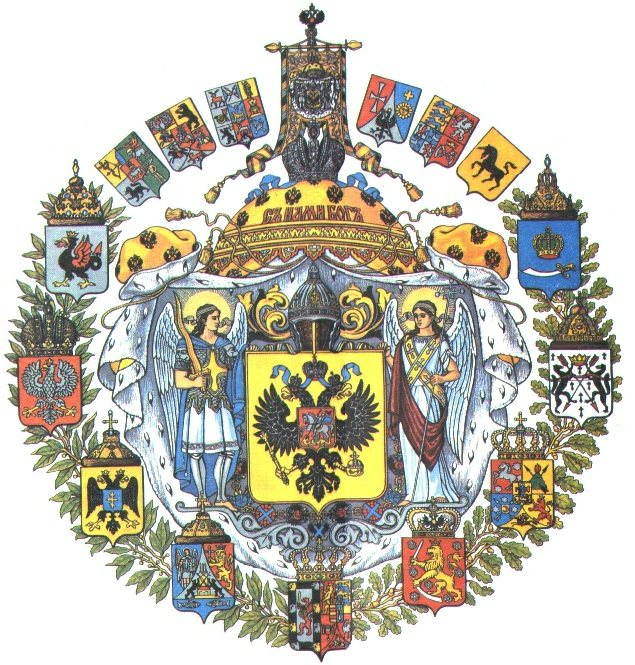
Великий герб Російської імперії
(у 1882 — 1917 роках)

Мантія — традиційна частина парадного одягу монарха. Зустрічається в гербах суверенів, а також представників вищої аристократії, що ведуть свій родовід від удільних князів.
На геральдичну мантію можна дивитися як на предмет одягу, але, ймовірно, і як на нагадування про намет, в якому лицар відпочивав і переодягався під час турніру, і про намети, в яких хрестоносці вкривали від негоди зброю і обладунки під час військових походів.
Мантія як правило зображається пурпуровою, підбитою горностаєм або лисицею і стягнутою в кутах золотими шнурами з китицями. На деяких великих державних гербах (наприклад, на великому гербі Російської імперії) поверх мантії зображається покров — круглий намет з тієї ж матерії.

### Орден
У західноєвропейській геральдиці однією з форм підвищення достойності герба було поміщення на ньому орденів. Право на це мали особи, нагороджені відповідними орденами. Спочатку їх поміщали біля клейноту, потім почали підвішувати під щитом. У центральноєвропейській (польській) геральдиці, де сповідувалася рівність шляхти, ордени на гербах не розміщали.

### Девіз
Девіз — короткий вислів, як правило, написаний на стрічці внизу щита. Іноді девізи розміщуються в гербі без стрічки, якщо щит круглий, девіз зазвичай пишеться навколо щита. Очевидно, основою для девізу спочатку міг служити лицарський бойовий клич. Але девізом може бути короткий вислів, що нагадує про якусь важливу історичну подію. або виражаюче кредо власника герба. Текст девізу може бути зашифрований і зрозумілий тільки присвяченим. У західній геральдиці було прийнято писати девізи на латині, хоча це правило не обов'язкове. Сенс деяких старовинних девізів взагалі неможливо зрозуміти — або історія не зберегла даних про події, про які говорив девіз, або через різні обставини фраза спотворювалася, в неї вкрадалися помилки.

Герб Румунського королівства з девізом: «Nihil sine Deo»

Девіз не є обов'язковою і постійною частиною герба, тому власник може змінювати його за своїм бажанням. При складанні нових гербів девіз завжди включається в їхню конструкцію. У державних монархічних гербах девіз іноді поміщається на покрові — наметі, розташованому над мантією. Кольори стрічки і букв повинні відповідати основним кольорам і металам герба. Ось приклади геральдичних девізів:
- «З нами Бог» — державний девіз Російської імперії;
- «Gott mit uns» (німецькою) — німецький імператорський державний девіз аналогічного змісту;
- «Dieu et mon droit» (французькою) — «Бог і моє право» — девіз Великої Британії;
- «Dieu protège la France» (французькою) — старий французький девіз «Бог зберігає Францію»;
- «Liberté, Égalité, Fraternité» (французькою) — слова на сучасному французькому гербі: «Свобода, рівність, братерство»;
- «Je maintiendrai» (французькою) — «Я збережу» — девіз Нідерландів;
- «Nihil sine Deo» (латинською) — «Ніщо без Бога» — девіз Румунії;
- «L'union fait la force» (французькою) — «Об'єднання дає силу» — девіз Бельгії.

Девізна стрічка як правило розташована внизу герба, під постаментом або на її фоні (окрім шотландської геральдики, в якій девіз поміщається над нашоломником).

## Особова геральдика

### Герби синів
Оскільки всі сини мають право успадковувати герб батька, в англійській традиції їх герби включаються особливі маркери — бризури, обслуговуючі поняття «cadency», — молодших гілок в генеалогії, і вказуючі на положення сина в сім'ї. Маркерами служать не спеціально створені, а стандартні геральдичні фігури, які можуть використовуватися не тільки як маркери:
- при живому батьку (носієві родового герба) його старший син поміщає в свій герб знак «label», також званий «титлом» або «турнірним коміром», хоча походить він, ймовірно, від деталі кінської збруї. Це дуже стара відзнака, що використалася князями королівської крові. «Label» Т-подібний формою, але не з одним, а з трьома або більш зубцями. Кількість зубців не обов'язково повинна щось означати, але вважалося, що фігура з трьома зубцями повинна розташовуватися на щиті спадкоємця при живому батьку, з п'ятьма зубцями — при живому дідові, з семи — при живому прадідові;
- другий син має в своєму гербі знак «crescent» — півмісяць. Він потрапив в геральдику з хрестових походів і вважався дуже почесним знаком, особливо у французьких хрестоносців;
- третій син повинен був помістити в герб «mullet» — п'ятипроменеву зірку;
- четвертий син позначався знаком «martlet» — міфічним птахом-вісником;
- п'ятий син мав в гербі «annulet» — невелике кільце;
- шостий син — «fleur-de-lis» — геральдичну лілію;
- сьомий позначався знаком «rose» — трояндою;
- восьмий син позначався хрестом «Cross Moline», названим так через схожість з крилами вітряка. Це хрест з роздвоєними і завитими кінцями;
- дев'ятий син позначався знаком «Octofoil» — восьмипелюстковою квіткою[1].

Онуки володаря герба поміщали свої маркери в маркерах батьків. Так, старший син старшого сина позначався титлом в титлі, і так далі.
Система є значною мірою теоретичною, і часто не використовується на практиці. В шотландській традиції застосовується інша система, в основі якої лежать різні варіанти облямівки. В канадській геральдиці існує також подібна система відміни гербів дочок.

### Герби незаконнонароджених

Косий жезл і хвиляста облямівка на гербі незаконнонародженого

Діти дворян і аристократів, що народжені не у шлюбі і мали право успадковувати герб, несли на своїх гербах особливі знаки, що вказували на їх статус. Інакше герб незаконнонародженого нащадка володаря герба нічим не відрізнявся б від герба його законного сина. Таким чином, знак незаконнонародженого не носив якогось особливого принизливого, дискримінаційного характеру, оскільки відношення суспільства до незаконнонароджених було цілком терпимим, а мав чисто утилітарне значення. Є декілька таких знаків, які, проте, не завжди використовуються в геральдиці тільки як маркери незаконнонароджених. Основний знак — косий жезл, брусок, розташований на зразок «перев'язу вправо». Англійські герольди в останні 150 років використовують як знак незаконнонародженого різні варіанти облямівки або бордюру, наприклад, хвилясту облямівку і набірну облямівку.

### Герби жінок

Герб Анни, принцеси Великої Британії

В британській геральдиці форма гербів жінки може мінятися разом з її соціальним статусом. Герб неодруженої жінки або вдови зображується на «lozenge» — ромбоподібному щиті без навершшя (за винятком Шотландії, де керівниця клану і голова роду може мати навершя). Цю ж форму щита використовує розлучена жінка, що не вступила в новий шлюб. Оскільки традиційний гербовий щит був частиною військового спорядження чоловіка, жінкам він не підходив. Тому для них спеціально визначений щит у формі ромба.
До шлюбу герб жінки повторює герб її батька, причому до верхнього кута ромбоподібного щита може бути прив'язана стрічка «True lover's knot» — «бант коханої», що показує, що владарка герба — дівчина. Герб одруженої жінки показується разом з гербом чоловіка на одному щиті чоловічої форми — герб чоловіка праворуч, герб дружини ліворуч (у гербах духовних осіб застосовується цей же принцип, тільки праворуч поміщається герб церковної установи, до якої належить священник, а ліворуч — його особистий герб). Герб вдови, яким він став при одруженні, знов переходить на ромбоподібний щит.
Дещо інакше йде справа з геральдичними спадкоємицями — жінками, що мають право передавати родовий герб у спадок (наприклад, коли в роду немає спадкоємців чоловічої статі). Тоді родовий герб такої жінки поміщається на щитку (inescutcheon), чия позиція в центрі щита дає йому пріоритет над всіма іншими частинами герба чоловіка.
Діти геральдичної спадкоємиці мають право розділити щити своїх гербів на чотири частини, так, щоб в першій і четвертій чвертях розміщувався герб їх батька, а в другій і третій — герб їх матері.
Єдиний виняток із цих правил — жінка-монарх, як, наприклад, королева Великої Британії Єлизавета II, яка є джерелом герба для своїх дітей і володіє повними родовим гербом, який не може бути роздільним.

## Державні, земельні та міські герби

### Державні герби
У основі всіх державних гербів європейських країн лежали родові герби правлячих династій. На багатьох сучасних європейських державних гербах в тому або іншому вигляді присутні леви і орли — традиційні символи влади і державності.
Найстарішим державним гербом є герб Великої Британії, що складався протягом дев'ятисот років.

### Земельні герби
Земельні герби — символи територіальних одиниць держави. В Україні — областей, районів, Автономної республіки Крим.

### Муніципальні герби

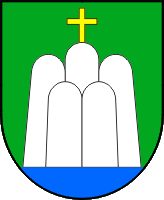
Міський герб Святогірська

Поява міських гербів пов'язана із запроваджувадженням місцевого самоврядування. Зокрема в Центральній та Східній Європі міські герби виникають із розвитком магдебурзького права. Такі герби фігурували на міських печатках, прапорах, виробах ремісників тощо. Сюжети для цих гербів іноді надавалися привілеями володарів, іноді їх обирали самі міщани. Найпоширенішими є мотиви, що несуть символічні зображення, які вказують на місцеві визначні пам'ятки, історичні події, господарський профіль міста.
В сучасних умовах з подальшим розвитком місцевого самоврядування герби використовують не лише міста, але й села. Тому коректним є визначення «муніципальні герби», яке підкреслює ці зміни.

## Корпоративна геральдика
Разом з індивідуальною геральдикою, в середньовіччі отримали розвиток та інші її напрями, зокрема корпоративне. Міські ремісники і торговці створювали гільдії, що реєструювалися як «юридичні особи» і забезпечували себе відповідно гербами. Було прийнято, що члени гільдії носили одяг геральдичних кольорів своєї асоціації — особливі лівреї. На корпоративні герби поміщалися головним чином знаряддя праці. Аптекарі зображають на гербах ваги і ланцет, гвоздарі — молоток і цвяхи, колісники — колеса, виготівники гральних карт — символи карткових мастей. Крім того, в корпоративних гербах зустрічалися зображення святих покровителів відповідних ремесел.

### Університетська (шкільна) геральдика

Герб Кембриджського університету

Навчальні установи також сторіччями використовували герби. Університети часто отримували герби їх засновників, як, наприклад, коледж Христа в Кембриджі, заснований леді Маргарет Бьюфорт. Ітонський коледж в 1449 році отримав герб від свого засновника короля Генріха VI.
Багато приватних і комерційних фірм і сьогодні прагнуть отримати герб, оскільки наявність такого герба додає фірмі солідність і надійність.

### Церковна геральдика

Герб Ватикану

З перших днів свого існування церква претендувала на вищу і абсолютну владу у світі, тому привласнила собі всі атрибути світської влади, у тому числі і герби. Гербом папства в XIV столітті стали схрещені золотий і срібний ключі апостола Петра — «дозволяючий» і «стримуючий», перев'язані золотим шнуром, на червленому щиті під папською тіарою. Цей герб сьогодні є офіційним гербом Ватикану, але кожен папа отримує свій власний герб, в якому ключі і тіара обрамляють щит.
Церква, що була найбільшим феодалом середньовіччя, рано почала використовувати герби в практичних цілях — для ідентифікації і демонстрації територіальної приналежності церковних організацій. Герби зустрічаються на печатках абатств і єпископів з XII століття. Найпоширеніші символи церковної геральдики — ключі святого Петра, орел святого Іоана і інші знаки, символізуючі різних святих, деталі церковного ужитку, і найрізноманітніші хрести.
У Великій Британії існують певні правила для гербів керівників церкви, що показують їх статус в церковній ієрархії. Наприклад, герби архієпископів і єпископів прикрашаються митрами (герб папи римського вінчає тіара), а на герби священників нижчого рангу поміщаються, відповідно до їх статусу, особливі капелюхи різних кольорів, забезпечені різноколірними шнурами і китицями.

## Українські герби
Детальніші відомості в статті: Герби України

### Середньовіччя

Емблема Володимира Великого

Найдавнішою відомою князівською емблемою, з тих що використовувалися в Русі, є зображення у вигляді літери «Ш» на печатці Святослава Ігоревича. Більшість дослідників української символіки відзначають, що термін «тризуб» увів до вжитку ще у XVIII столітті російський історик Микола Карамзін. Деякі дослідники вважають цей знак символом Трійці — триєдиності світу, що згодом, після прийняття християнства, почав набувати християнського трактування.
Відомо, що Володимир Великий і його нащадки також мали емблеми — тризуби і двозубці. Мстислав І — зображення архангела Михаїла, королі Русі 14 століття — лева.
При поширенні на українських землях магдебурзького права, міста серед інших привілеїв отримали право мати власний герб. В литовсько-польську добу герби вживали численні шляхетські роди. В литовських та українських феодалів стали з'являтися польські герби. Так звані «надавані» герби отримувалися від короля і часто містили геральдичні символи, не пов'язані з місцевою історією: зірки, зброю, різного роду хрести. Інколи владою затверджувалися так звані «довільні» герби — ті, що використовувалися з давніх часів. Ці герби характеризуються більшою конкретикою у висвітленні місцевих особливостей — так, поєднання півмісяця і хреста могло означати боротьбу християн з мусульманами, зображення фортечного муру означало наявність у місті своєї влади, фігури святих символізували покровителів міста. Оскільки на той час більшість міст мали статус приватних, належали тому чи іншому магнатові, герб власника часто ставав елементом герба міста.

### Доба козаччини

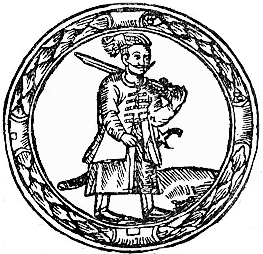
Герб Війська Запорозького

В добу бароко герби і їх обрамлення набули складного, вишуканого вигляду. Свій герб мало Військо Запорозьке. На ньому починаючи з кінця 16 століття був зображений козак у шапці з шаблею при боці і рушницею на лівому плечі. Цей герб був на печатках, прапорах гетьманів України. В добу козацько-гетьманської держави мали герби і вживали їх на своїх печатках численні козацькі старшинські роди.

### Імперська доба
На території України (в складі Росії) фамільні герби узаконив російський імператор Петро І, який 1722 року заснував при сенаті Герольдмейстерську контору. В кінці 18 століття права української шляхти з її гербами визнала Катерина ІІ, а на західноукраїнських землях — Марія Терезія.
Затвердження гербів українських міст пізньогеральдичного періоду розпочалося у другій половині 18 століття. Незважаючи на спроби уніфікації геральдичних символів і приведення їх до певної єдиної системи, надмірна централізація часто призводила до протилежного — гербом міста міг стати якийсь випадковий символ чи асоціація, пов'язана з назвою. Однак більшість міст Лівобережжя уникнули цієї долі, оскільки своєчасно дали відповідь на спеціально розіслані Герольдмейстерською конторою запити, в яких містилися питання про історію міста, походження назви і герба, видатні події, що відбувалися в місті, наявність ремесел і розвиток торгівлі. Так, Стародуб, Прилуки, Хорол, Лохвиця, Зіньків, Борзна, Миргород, Погар та ряд інших міст зберегли за собою символи, надані ще польськими королями.
У 18 столітті сталися нові зміни в територіальному устрої України. Закарпаття в складі Угорщини з 1711 року потрапило під владу Австрії. Наприкінці століття, після трьох поділів Речі Посполитої, у складі Російської імперії опинилися Київщина, Поділля і Волинь, а Галичина потрапили до складу Австрійської імперії. Внаслідок російсько-турецьких воєн до Росії було приєднано Південь України, а Австрія поширила свою юрисдикцію на Буковину. Відповідно до територіальної приналежності міняються підходи у вирішенні питань геральдики. Так, затвердження гербів міст, що потрапили до складу Російської імперії, часто носило поверховий характер і містило в собі силу помилок з точки зору геральдичних правил. В порушення принципу неможливості знаходження в гербі міста герба держави дуже часто за основу брався герб польського періоду, який містився в долішній половині перетятого щита, у горішній же містився імперський орел як символ «приєднання краю до імперії».
В 1856 році коли Департамент герольдії очолив Борис Кене. За дуже короткий час ним були розроблені принципи створення гербів і переглянуті всі наявні герби, в тому числі і міст України. Розроблена відповідна система прикрас, за якими можна було визначити статус міста і його адміністративне підпорядкування. Замість зображення імперського герба вводилася вільна частина, в якій містився герб губернії, де знаходилось місто. Наявність міської корони символізувала значимість міста:

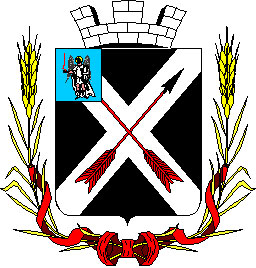
Проект герба Чигирина 1864 року

- золота з п'ятьма вежками — для гербів міст губернських, а також міст, що мають більш ніж 50 000 жителів (Бердичів, Єлисаветград, Житомир, Катеринослав, Кременчук, Миколаїв, Одеса, Полтава, Рівне, Таганрог, Харків, Херсон);
- золота з п'ятьма вежками, увінчана Імператорським орлом — для міст з населенням більше 50 000, котрі разом з тим і фортеці (Севастополь);
- золота з трьома вежками — для губернських міст з населенням менше 50 000, котрі разом з тим і фортеці (Кам'янець-Подільський);
- срібна з трьома вежками — для повітових посадів;
- червона з трьома вежками — для заштатних посадів;
- червона з двома вежками — для знаменитих посадів.

Олександрівська стрічка:
- з двома золотими колосками прикрашала герби міст, що вирізнялись землеробством і хлібною торгівлею;
- з двома золотими якорями прикрашала герби приморських міст;
- з двома виноградними гронами — герби міст, що славились виноробством;
- з двома срібними кирками — герби міст, жителі яких займаються гірничними промислами.

Георгіївська стрічка з двома прапорами, які стоять прямо і прикрашені вензелями того імператора, за часів якого була облога, призначалась для фортець, що вистояли супроти ворога.
Хоча переробці підлягали всі герби, частина з них так і не дочекалась змін.
Австрійський уряд дотримувався дещо інших принципів в питаннях геральдики. Герб розглядався не лише як символ міста, а радше як історична спадщина, до якої належить ставитися з повагою і пошаною. На державному рівні цісарськими привілеями було затверджено ряд давніх гербів — наприклад, Чернівців (1908р). В гербовнику К. Лінда, виданому в 1885 року, історичні герби практично не зазнали ніяких змін за винятком однієї — всі герби були зображені на французькому щиті. Були також створені земельні герби Австро-Угорщини, серед яких — герби Галичини й Буковини.

### Доба визвольних змагань

Герб УНР

22 березня 1918 року старовинний княжий символ «тризуб» був затверджений як малий герб УНР. Однак короткий час існування УНР не дав змоги серйозно зайнятись проблемами міської геральдики.

### Радянська доба
Період 1920—1940 років з точки зору геральдики заслуговує на увагу лише у двох регіонах України — Закарпатті і Буковині. Закарпаття, як новостворена з колишніх чотирьох комітатів угорського королівства адміністративна одиниця під назвою Підкарпатська Русь, увійшло до складу Чехословаччини і отримало новий земельний герб. Буковина і Бессарабія, що знаходилися під румунською юрисдикцією, були поділена на 11 повітів. Всім повітам і населеним пунктам, що мали статус муніципій (міських комун), було надано герби, розроблені спеціальною комісією при Міністерстві внутрішніх справ Румунії і затверджені королівським декретом.

Герб УРСР

Радянський період в українській геральдиці був названим невдалим і ненауковим. Традиційна шаблонність — шестерня і колосок, червоно-лазурові кольори — як і ідеологічне, здебільшого некомпетентне втручання в процес герботворення, призвели до повного нівелювання геральдичних знаків радянського періоду і фактичного перетворення їх на агітаційні символи.

### Доба незалежності
1991 року, після відновлення незалежності України, українська геральдика вийшла на якісно новий рівень. Теперішній її розвиток стало характеризують дві тенденції:
- перша — це відновлення історичних гербів, притаманних місту з давніх часів;
- друга — створення нових символів, що відповідають вимогам геральдики і не несуть в собі відбитка старої ідеології.

Багато новостворених гербів розроблені з урахуванням класичних правил. 28 червня 1996 року статтею 20 Конституції України затверджений малий герб держави — тризуб.
Див. також: Категорія:Герби України

## Мон
Детальніші відомості в статті: Мон
Системи упорядкування і продукування корпоративних символів, що були аналогічні європейській геральдичній системі, існували і за межами Європи. Серед них однією з найбільш вивчених є японська система монів — родових та організаційних емблем.

«Шіснадцятипелюсткова хризантема» емблема Імператора
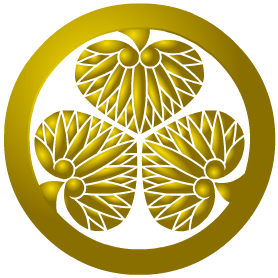
«Три листки мальви» емблема сьоґунату Токуґава
«Візерунок черепахи» емблема святилища Іцукусіма
«Вудила» емблема роду Сімадзу

Мони використовувалися як і європейські герби для ідентифікації власника та його речей. Існували мони родові, храмові, святилищні, імператорські та інші. Поміщалися вони на одязі, предметах побуту, прапорах, зброї, але не відміну від Європи, майже ніколи не використовувалися на печатках.
Найвідомішими монами є 16-пелюсткова хризантема — символ імператорського роду Японії, та три листки мальви — знак самурайського сьоґунівського роду Токуґава.
Як і європейські герби, японські мони пережили епоху лицарства і широко використовуються у наш час, особливо художниками і дизайнерами.